# 今村安
今村 安（いまむら やすし、1892年（明治25年）1月30日 - 1966年（昭和43年）10月23日）は、日本の陸軍軍人、馬術家。陸士25期、最終階級は陸軍大佐。
陸軍騎兵学校の教官として西竹一など騎兵の教育にあたったほか、イタリア留学中に欧州で行われる馬術競技会での日本人初の優勝者となる。帰国後はイタリアの自然馬術を日本に広め、戦後も関西を中心に馬術家の育成に努めた。

## 経歴
1892年（明治15年）1月30日、山梨県甲府市に父・虎尾と母・きよみの三男として生まれる。長男は振。次男は後に陸軍大将となる均。
1906年（明治39年）に仙台陸軍幼年学校に入学後、陸軍将校の娘だった母・きよみの勧めにより、均らほかの兄弟と同じく陸軍将校を志すことになる。1913年（明治42年）5月26日、陸軍士官学校25期を卒業。見習士官として近衛騎兵連隊附となり同年12月25日には騎兵少尉に任官。1915年（大正4年）8月には騎兵中尉に進級する。
1920年（大正9年）に『障害飛越ノ研究』を発表。この頃から馬術の障害飛越競技に関する研究を行うようになる。また、同年8月に騎兵大尉に進級、軍馬補充部七戸支部部員になる。
1921年（大正10年）3月、遊佐忠四郎の長女・里んと結婚する。1922年（大正11年）3月17日には長女・民子が生まれ、1924年（大正13年）4月8日には長男の一郎が生まれている。

### 陸軍騎兵学校教官
1923年（大正12年）8月に習志野の陸軍騎兵学校に教官として赴任する。同時期には障害飛越の権威である遊佐幸平、山本寛、城戸俊三、印南清といった日本の馬術を代表とする教官が揃っており、今村もそこに並んで乙種学生（馬術学生）の教育にあたった。教え子の一人には西竹一もいた。
1927年（昭和2年）5月には日本が初めて馬術競技に参加することになる1928年アムステルダムオリンピックに向けた選考会が陸軍騎兵学校で開かれ、これに今村も障害飛越競技で参加した。しかし障害飛越競技には吉田重友が選ばれ、今村は選ばれなかった。
1928年（昭和3年）3月、馬術教本・『馬術』を出版している。
1928年アムステルダムオリンピックの馬術競技には陸軍騎兵学校に所属する4人の日本人選手が競技に参加したものの、いずれも欧州からの参加者に及ばず入賞することはなかった。この敗因について日本国際馬術協会は人馬共に経験と練度が不足していると分析し、陸軍騎兵学校もこれを受けて馬術研究と欧州の競技会への参加、海外馬の購入を目的とした選手の海外派遣が必要と考えた。これを受け、1932年ロサンゼルスオリンピック障害飛越競技の選考会で候補選手に選ばれていた今村は、1929年（昭和4年）4月にイタリアのピネロロ騎兵学校に留学した。

### イタリア留学へ
今村はイタリア留学に先立ちイギリスを訪れ、そこで当時6歳のハンター種、栗毛の新馬「ソンネボーイ（サニーボーイ）」を購入している。ソンネボーイの馬主は後に代議士となる島村一郎であり、今村はピネロロ騎兵学校に到着してからも島村から馬料を受け取ってソンネボーイの調教を引き受けた。
当時、イタリアは障害飛越競技の絶頂期であり、フェデリコ・カプリッリが考案した自然馬術（イタリア方式）によって多くの競技会で優勝していた。当時の日本は秋山好古がソミュール騎兵学校から馬術を学んだ時から中庸馬術（フランス式）や人為馬術（ドイツ式）が主流だった。また、教育には扶助調教と扶助教育に多くの時間が充てられていて、障害飛越馬の実用的な調教に関しても未成熟だった。今村は競技会で優勝を繰り返すイタリアの自然馬術に衝撃を受け、イタリアでの学びを踏まえた騎兵月報第十六号所載の『障害飛越馬調教に関する意見』では「小生が従来やってきた飛越馬調教の失敗」と始まり、従来の日本の馬術への批判と自然馬術を取り入れた改善を提言している。今村はピネロロ騎兵学校で自然馬術を学び、ソンネボーイなどの調教を通してそれを実践した。
当時、後に陸軍中将となる有末精三が委託学生としてピネロロから列車で一時間離れたトリノの陸軍大学校に留学しており、同じ陸士出身の先輩後輩として親しく交流していた。有末は日本で人為馬術の教育を受けたためトリノの陸軍大学校の教官からは良い点をもらえず、今村から自然馬術の特訓を受けていた。

### 欧州転戦
1930年（昭和5年）からは、今村は騎兵少佐となり、欧州各地で行われる競技会にソンネボーイと共に出場。イタリアではナポリ、パレルモ、ローマ、トリノの順に競技会が行われた。今村はまずナポリで6回の競技に出場し、4位2回、7位1回入賞と好成績を残した。
今村のソンネボーイは調教が優れており、イタリア騎兵の間にも評判になっていた。伯爵であるラニエリ・ディ・カンペッロ・デッラ・スピナ騎兵中尉は、今村に「ソンネボーイを私に譲ってくれないか」と提案した。今村はソンネボーイをオリンピック競技馬として購入したため断ったが、その代わりに過去に競技会で活躍したことがある大きなアングロノルマン種の「ウラヌス」との交換を提案された。今村はソンネボーイの売却は引き続き拒否したものの、ウラヌスに興味を示し、逆にカンペッロに購入を打診した。カンペッロは最初はこれに応じなかったが、根気よく交渉を続けた結果購入に至った。今村は日本にいる西竹一に連絡を取ってウラヌスの購入を提案し、西はそれを承諾した。ウラヌス購入後、しばらく今村はソンネボーイとウラヌスの両方に乗って競技会に出ていたが、ローマの競技会の最後の種目からは日本から来た西が合流したため、ウラヌスは西が乗ることになった。
競技会の開催地がトリノに移ると、今村はそこで行われたヨランダ王女杯に出場した。今村はこの大会でソンネボーイと共に初めて優勝した。日本人が欧州の競技会で優勝したのはこれが初めてのことである。ヨランダ王女杯に優勝した今村には、ヴィットーリオ・エマヌエーレ3世の娘であるヨランダ王女から優勝の証であるブルーリボンの授与があった。そこにはソンネボーイもいなければいけなかったが、臨時に雇った厩務員がソンネボーイを厩舎に帰してしまっていた。そのため、今村はその場にいたオランダの女性騎手が乗っていたソンネボーイによく似た栗毛の馬を借りて授与式に参加した。そのため授与式の写真には、ハンター種には見られないハクニー種特有の開張肢癖が見られる。オランダの騎手は「ソンネボーイに乗せてくれるなら貸してもいいわ」と言って馬を貸したが、この騎手がその後ソンネボーイに乗ったのかどうかは記録に残っていない。
イタリアの競技会に参加した後、今村は西と共にスイスのルツェルン、ドイツのアーヘンの競技会に参加した。しかし、イタリアの競技会ほど好成績は残せず、ルツェルン市章典で等外賞、アーヘン市章典では入賞で終わっている。一方、西はリュツェルンの市章典で4位、猟騎競技で6位、アーヘン市章典で無過失6位と好成績を残した。
今村は当時馬術界では無名だった日本の馬術家として、西と共に大きな話題となった。上流社会の伝統的競技である馬術の特性もあり、今村はムッソリーニを含む多くの政治家や貴族の晩餐会によく呼ばれた。欧州滞在日数の3分の1にも及んだ晩餐会は、金がかかり、慣れないダンスを断らなければならず礼服も持っていなかったために、今村は苦労した。
ドイツ滞在の途中でオリンピック用馬として「ファレーズ」（馬主・竹田宮恒徳王）を購入。欧州の競技会参加を終えた今村は、1931年（昭和6年）7月に帰国。8月には再び陸軍騎兵学校教官に戻った。

### ロサンゼルスオリンピック
帰国後、今村はロサンゼルスオリンピックに向けた準備を進めた。今村は本命馬をソンネボーイ、副馬をダンシングダイナ（馬主・李王家）とし、障害飛越競技に参加することになった。今村ら日本馬術選手団は1932年（昭和7年）4月22日には横浜港を出港し、21日かけてロサンゼルスのサンペドロ港に到着した。到着後、選手団一行はリビエラカントリークラブに泊まり、馬も特設の厩舎に入れて本番まで練習を重ねた。日本選手団は長かった旅程や慣れない環境、そして練習場の地盤の固さもあり、人馬共に怪我などの不運に見舞われた。今村のソンネボーイとダンシングダイナは跛行が見られたほか、今村が欧州で調達したファレーズと共に障害飛越競技に参加する予定だった吉田重友が落馬負傷して大会に出ることができなくなった。
1932年8月14日のロサンゼルスオリンピック最終日、快晴の中で障害飛越競技が開催された。今村の競技順は3番目だった。ロサンゼルスオリンピックの障害飛越競技はかなりの難コースであり、1番目のアンドレ・ボカネグラと、2番目のジョン・W・ウォフォードも3回拒止で失権となっていた。今村はソンネボーイと共に第4障害まで進んだものの、ボカネグラも失権となった第4障害は高さ1.35mの割木牧柵と幅1.5mの乾壕が組み合わさった難度の高い障害であり、ここで3回拒止のうえ落馬して失権となった。最終的に参加選手11人中5人のみが完走という結果となったが、西がウラヌスと共に8失点で完走し、日本人で初めて馬術競技で金メダルを獲得している。
大会が終わると、8月17日には日本選手団の第一陣が春洋丸で帰路につき、今村も第二陣として8月22日に秩父丸に乗って帰国することになった。今村は馬匹輸送の監督を任されたが、滞在中に有り金を全て酒につぎ込んでしまい、帰りの資金がなくなっていた。そこで選手団長だった大島又彦が「ワシが出してやる」と言って帰りの資金を出し、無事に帰国できた。

### 軍人として
ロサンゼルスから帰国すると、騎兵学校教官に戻るが、1933年（昭和8年）8月に旭川の騎兵第7連隊附となる。1934年6月15日には、陸軍騎兵学校で行われた1936年ベルリンオリンピックに向けた障害飛越競技の選手選考会に参加した。選考会には弟の方策（砲兵大尉）も参加していたが、どちらも第一次審査で選考から外れている。1934年（昭和9年）8月に陸軍騎兵学校教官に戻るが、1935年（昭和10年）8月には騎兵中佐となり善通寺の騎兵第11連隊附になる。以降、今村は陸軍騎兵学校に戻ることはなくなり、日本陸軍の馬術の第一線からは退いた。
1937年（昭和12年）7月には関東軍軍馬補充部附となり、満州国の新京に派遣される。その直後に日中戦争が勃発し、間もなく陸軍騎兵学校から乙種学生が廃止され、日本陸軍の馬術は途絶えることになった。1940年（昭和15年）7月には騎兵大佐に進級して騎兵第4連隊附となる。同年11月には漢水作戦、1941年（昭和16年）からは予南作戦、第二次長沙作戦、湖北作戦に相次いで参加した。1942年、今村は敵情偵察をしている際に右胸に銃弾を受けて負傷したが、野戦病院へも行かず寝ながら指揮を執り続けた時があった。
太平洋戦争勃発後、騎兵第4連隊は1942年（昭和17年）3月にフィリピンに派遣され、6月には騎兵第4連隊が機動偵察部隊である捜索第4連隊に改編され、今村が連隊長になり、マニラ防衛司令官も兼任した。同年10月からスマトラ、タイを転々とし、1945年（昭和20年）3月には仏印で明号作戦に参加している。1945年8月14日、タイのラムパーンにて終戦を迎える。

### 戦後
1946年（昭和21年）6月に復員して、実家があった仙台に居住する。以降、今村は馬術の世界に戻り、仙台にいる間も、実業家である星島儀兵衛の持馬だった「瑞星」の調教を行っていた。しばらくすると馬術家である木下芳雄が今村を訪れ、京都府宇治市に招聘している。木下はこの時に東北で十数頭の馬を購入し、1948年（昭和23年）春、宇治市に金鈴会を開厩した。今村は陸軍騎兵学校教官だった浅岡精一の推薦で金鈴会の教官となる。以降、今村は関西で馬の調教、そして学生への馬術指導を行った。門下生には京都大学に岩坪徹や荒木雄豪、立命館大学には佐野種茂がいた。今村は「光」、「金笛」という馬をそれぞれ自然馬術で調教し、岩坪と佐野が乗って国民体育大会や全日本障害馬術大会に参加している。
1948年（昭和23年）、戦前の日本乗馬協会を再建した日本馬術連盟は、1952年ヘルシンキオリンピックへの参加を目指していた。1948年10月6、7日には馬術競技の候補選手審査会を実施。竹田恒徳（前・竹田宮恒徳王）を会長とする審査団には今村もいた。選考会によって喜多井利明ただ一人が障害飛越競技の選手に選ばれているが、本番では48人中45位という結果だった。
1952年（昭和27年）、今村は金鈴会教官を退職し、兵庫県地方競馬協会嘱託となる。一方で引き続き馬術に関する仕事も続け、日本馬術連盟の斡旋により、福島県の国民体育大会用馬の購入と調教を行っている。そのため同年3月から10月までは福島に滞在し、兵庫競馬開催時には関西に行くという生活だった。7月には｢障害飛越ノ要領トソノ調教｣を出版。1953年（昭和28年）春には大阪愛馬会の教官となる。
1954年（昭和29年）5月に、1956年メルボルンオリンピックの馬術競技（馬術競技の開催地はストックホルム）選考会が行われた。馬場馬術候補馬の選抜予選では大阪愛馬会の「ナホア」という馬に今村が騎乗して調教審査を実施したが、候補馬として認められていない。1959年（昭和34年）6月4日には馬事公苑で行われた1960年ローマオリンピックの候補馬選考会でも障害飛越競技の審査員をしている。
1959年8月、青森県上北郡七戸町の奥羽種畜牧場で行われた日本馬術連盟主催の総合馬術講習会の講師として二週間の間指導に当たっている。その後も関西を中心に大学の馬術部などに顔を出しながら過ごした。
1965年（昭和40年）の末に病によって倒れる。治療により一時の小康状態を得て、6月に大阪愛馬会教官を退職して宮城県泉市に帰郷している。10月23日、南光台の自宅にて死去。満74歳没。

## 略歴
- 1892年（明治25年）1月30日 - 山梨県甲府市にて父・虎尾と母・きよみの間に生まれる。
- 1913年（大正2年）5月26日 - 陸軍士官学校卒業（25期）
- 1913年（大正2年）12月25日 - 騎兵少尉。近衛騎兵連隊附
- 1915年（大正5年）8月 - 騎兵中尉。
- 1920年（大正9年）- 「障害飛越ノ研究」を発表
- 1920年（大正9年）8月 - 騎兵大尉。軍馬補充部七戸支部部員。
- 1921年（大正10年）3月 - 遊佐忠四郎の長女・里んと結婚。
- 1922年（大正11年）3月14日 - 長女・民子生誕。
- 1923年（大正12年）8月 - 陸軍騎兵学校教官。
- 1924年（大正13年）4月8日 - 長男・一郎生誕。
- 1927年（昭和2年）3月 - 「馬術」出版。
- 1929年（昭和4年）4月 - イタリアのピネロロ騎兵学校に留学。
- 1930年（昭和5年）- 騎兵少佐。愛馬「ソンネボーイ」と共に欧州各地の馬術競技会に出場。トリノで日本人初の優勝。
- 1931年（昭和6年）7月 - 日本に帰国。
- 1931年（昭和6年）8月 - 陸軍騎兵学校教官。
- 1932年（昭和7年）8月14日 - 1932年ロサンゼルスオリンピック障害飛越失権。
- 1933年（昭和8年）8月 - 第7騎兵連隊附。
- 1934年（昭和9年）8月 - 陸軍騎兵学校教官。
- 1935年（昭和10年）8月 - 騎兵中佐。騎兵第11連隊附。
- 1937年（昭和12年）7月 - 関東軍軍馬補充部附。
- 1940年（昭和15年）7月 - 騎兵第4連隊附。
- 1940年（昭和15年）8月 - 騎兵大佐。
- 1942年（昭和17年）7月 - 捜索第4連隊連隊長。マニラ防衛司令官兼任。
- 1943年（昭和18年）10月 - スマトラ派遣。
- 1945年（昭和20年）3月 - 仏印派遣。明号作戦に参加。
- 1945年（昭和20年）8月14日 - タイ・ラムパーンで終戦。
- 1946年（昭和21年）6月 - 復員。仙台に居住。
- 1948年（昭和23年）- 金鈴会教官。
- 1948年（昭和23年）10月 - 1952年ヘルシンキオリンピック馬術競技候補人馬審査員
- 1952年（昭和27年）- 金鈴会退職。兵庫県地方競馬協会嘱託。
- 1953年（昭和28年）- 大阪愛馬会教官。
- 1954年（昭和29年）5月 - 1956年メルボルンオリンピック馬術競技候補馬審査で「ナホア」に騎乗。審査は不合格。
- 1959年（昭和34年）6月4日 - 1960年ローマオリンピック障害飛越競技候補人馬審査員。
- 1959年（昭和34年）8月 - 日本馬術連盟・総合馬術講習会指導。
- 1966年（昭和41年）6月 - 大阪愛馬会退職。病にかかり、療養のため宮城県泉市に転居。
- 1966年（昭和41年）10月23日 - 泉市南光台の自宅にて死去。享年74歳